# Andrea Doria (nave da battaglia 1913)
L'Andrea Doria è stata una nave da battaglia della Regia Marina che con la gemella Duilio faceva parte della classe Duilio, nata come derivazione del tipo Conte di Cavour.
Varata nel 1913, la nave svolse una modesta attività nel corso della prima guerra mondiale, operando poi intensamente nel primo dopoguerra.
Tra il 1937 e il 1940 venne sottoposta a radicali lavori di riammodernamento, eseguiti presso i cantieri di Trieste. In questa nuova configurazione partecipò al secondo conflitto mondiale.
Finita la guerra ed entrata a far parte della Marina Militare Italiana, svolse anche il ruolo di nave ammiraglia, andando in disarmo nel 1956.

## Costruzione
La costruzione della nave avvenne all'Arsenale di La Spezia, dove il suo scafo venne impostato sugli scali il 24 marzo 1912.

Immagini del varo e dell'allestimento
Il varo dell'Andrea Doria
L'allestimento dell'Andrea Doria a La Spezia

La nave, varata il 30 marzo 1913, all'entrata in guerra dell'Italia nel primo conflitto mondiale era ancora in allestimento e le operazioni di completamento avevano già accumulato un ritardo di circa quindici mesi. Ciò era dovuto al fatto che la ditta Vickers-Terni, costruttrice dei pezzi di grosso calibro, era in enorme ritardo con l'approntamento dei cannoni della corazzata Cavour;  per questo venne deciso di imbarcare su di essa le artiglierie già pronte per l'Andrea Doria.

## Prima guerra mondiale
La nave entrata in servizio il 13 giugno 1916 venne inquadrata insieme alla gemella Duilio, nella Prima e poi della seconda Divisione Navale, come nave insegna della Divisione, e fu anche sede del Comando in Capo della Squadra da Battaglia, rimanendo sempre a Taranto, tranne un breve periodo un cui venne dislocata a Corfù.
Alla fine della guerra aveva totalizzato solo 70 ore di moto per missioni e 311 ore in attività addestrativa, senza quindi essere mai impiegata in azioni di combattimento a causa della politica passiva adottata dalle Marine italiana ed austriaca.

## Periodo tra le due guerre
Al termine del conflitto, il 10 novembre 1918, insieme a Duilio e Cesare raggiunse Corfù per un periodo di esercitazioni. Il 9 giugno 1919 insieme alla gemella Duilio, proveniente da Smirne, raggiunse Costantinopoli. La presenza di unità della Regia Marina in quelle zone fu conseguenza della vittoria sugli Imperi Centrali di cui faceva parte l'Impero ottomano, che venne diviso in zone di occupazione e di influenza, con i vincitori che tendevano a stabilizzare le loro occupazioni territoriali; l'Italia aveva particolare interesse alla zona di Smirne, dove operava il corpo di spedizione italiano e per appoggiare tali interessi la presenza di grandi navi da battaglia era determinante. Le due unità erano alle dipendenze della Seconda Divisione della Squadra da Battaglia che, dal 1º luglio 1919 assunse la denominazione di Squadra del Levante. Le due corazzate compirono crociere nel Mar Nero, il Doria toccò Sebastopoli, mentre il gemello Duilio si recò a Batumi. La corazzata Dulio tornò poi a Smirne, dove il 9 settembre venne sostituito dal Cesare, facendo rientrò a Taranto il 12 settembre, mentre il Doria lasciò definitivamente il Bosforo il 9 novembre, facendo rientro a Taranto e successivamente a La Spezia.
Alla fine del 1920 in seguito all'Impresa di Fiume di Gabriele D'Annunzio Doria e Duilio presero parte al blocco di Fiume, e al bombardamento della città, nei giorni che passarono poi alla storia con il nome di Natale di sangue.
Nel 1923 le due unità insieme alle Cavour attaccarono l'isola greca di Corfù, come rappresaglia per l'uccisione di rappresentanti italiani a Giannina. Il 27 agosto 1923 la missione militare italiana, presieduta dal generale Tellini e incaricata dalla Conferenza degli Ambasciatori della delimitazione del confine greco-albanese, era stata trucidata in un'imboscata ed il capo del governo italiano Mussolini chiese che la flotta greca in un'apposita cerimonia rendesse gli onori alla bandiera italiana. La proposta era stata rifiutata dal governo greco e Mussolini replicò inviando una divisione navale composta dalle corazzate Cavour, Cesare, Doria e Duilio ad occupare Corfù. Dopo che le navi italiane bombardarono il 29 agosto il vecchio forte della città, il governo greco dovette accettare l'imposizione degli onori alla bandiera italiana che la Squadra navale italiana ricevette al Falero, uno dei porti presso Atene.
Il 30 settembre 1923 le navi rientrarono a Taranto e la nave nello scorcio dell'anno effettuò ancora una intensa attività partecipando, fra l'altro, alla scorta d'onore in occasione dell'arrivo e della partenza dei reali di Spagna.
Fra il 1919 ed il 1924 il numero dei cannoni da 76 mm venne ridotto, ed alcuni cannoni da 76/50mm sostituiti da sei più moderni cannoni da 76/40 mm sviluppati durante la guerra; dal 1925 in poi l'armamento minore era configurato in 13 cannoni da 76/50mm, 6 cannoni antiaerei da 76/40 mm disposti in coperta tre per lato, 2 mitragliere Vickers da 40/39mm in funzione antiaerea. Le apparecchiature per la direzione del tiro su dopo il conflitto vennero potenziate con la sistemazione di centrali di tiro, telemetri ed apparecchi di punteria.
Nel 1925, analogamente all'unità gemella Duilio e alle Cavour, venne imbarcato un idrovolante da ricognizione Macchi M.18, che venne sistemato sul cielo della torre centrale, in un'apposita sella brandeggiabile per poter orientare, secondo la direzione del vento, il velivolo, che veniva messo in mare ed issato a bordo per mezzo di un albero di carico. Nel 1926 per il lancio dell'idrovolante era stata anche installata una catapulta.
Nel 1925 la nave andò a Lisbona, per rappresentare l'Italia alle celebrazioni del 4º centenario della nascita di Vasco de Gama, rientrando a La Spezia il 7 febbraio per essere sottoposta a lavori di ammodernamento e rientrando in servizio a giugno, partecipò alle manovre estive, classificandosi prima nelle gare di velocità e di tiro fra le grandi navi. Il 5 novembre partì per il Levante assieme ad una squadriglia di cacciatorpediniere per proteggere gli italiani residenti in Siria, durante la rivolta scoppiata nel Gebel Druso contro i francesi, che avevano il mandato sull'intera regione. Rimase a Lero fino al 12 dicembre, per fare rientro in Italia, giungendo a La Spezia il 5 gennaio 1926, dopo aver toccato Patmo, Calino, Coo, Limassol, Giaffa, Alessandria d'Egitto, Tobruch e Bengasi.
La nave prese parte alla grande rivista navale di Ostia del 1926 e 1927, alle quali non partecipò invece la gemella Duilio, che coinvolta nel 1925 in un incidente fece rientro in squadra solo nel 1928.
Dal 1º agosto 1926 era al comando del Capitano di vascello Giulio Valli fino all'8 dicembre successivo.
Nel settembre del 1927 la nave fece visita, assieme alla corazzata Dante Alighieri e ad altre unità minori, la città di Zara; nel 1928 visitò Zante, Falero, Argostoli; nel 1929 la Cirenaica, l'Egitto, la Palestina, la Turchia e l'Egeo, e nel 1930 e 1931 prese parte a crociere nel Mediterraneo orientale, toccando il Dodecaneso e la Libia.
Collocata in riserva nell'agosto del 1932, il 26 marzo 1937 lasciò La Spezia per trasferirsi ai Cantieri Riuniti dell’Adriatico di Trieste, dove l'8 aprile ebbero inizio i lavori di ricostruzione, che avrebbero radicalmente trasformato la nave.

## La ricostruzione
Il progetto, che seguì la falsariga di quello per la ricostruzione delle precedenti Cavour, risentì della concomitante costruzione delle Littorio.
La nave venne modificata nella pianta dello scafo (inserimento di una sezione aggiuntiva di 10 metri di lunghezza), nelle sovrastrutture (concentrate a mezza nave), nell'apparato motore (potenziato di più del 250%) e nell'armamento.
Le modifiche allo scafo, all'apparato motore e a buona parte delle sovrastrutture furono le stesse delle Cavour, così come anche la ristrutturazione dell'armamento principale (eliminazione della torre centrale da 305, ri-tubazione dei rimanenti cannoni da 305 mm in 320 mm), mentre l'armamento secondario fu ispirato, in buona parte, a quello delle Littorio. Così rispetto alle Cavour mancano le sei torrette binate da 120 mm intorno al ridotto centrale, sostituite da 4 torri trinate concentrate ai fianchi delle torri principali di prua. Tutt'intorno al ridotto sono invece sistemati i 10 pezzi antiaerei da 90/50 e si può notare come questa soluzione fosse molto avveniristica, in quanto la minaccia aerea alle corazzate non era tenuta in grande considerazione negli ambienti militari dell'epoca, come sarà invece pochi anni dopo. Tuttavia l'ottimo pezzo da 90 mm vedeva le sue prestazioni inficiate da un affusto non adatto, il che rese l'intuizione iniziale della minaccia un'occasione in buona parte mancata.
Decisamente interessante era la protezione subacquea, denominata cilindri assorbitori modello Pugliese dal nome dell'ingegnere e generale del Genio Navale che la progettò. Tale protezione, la cui efficacia rimane controversa e non è stata né confermata né smentita dalle vicende belliche, consisteva in due lunghi cilindri deformabili, che posti lungo la murata, all'interno di una paratia piena, avevano il compito di assorbire, disperdendola all'interno del cilindro, la forza dell'onda d'urto provocata dall'esplosione di un siluro o di una mina.

## Seconda guerra mondiale
Rientrata in servizio il 15 luglio 1940, venne usata principalmente come scorta pesante dei convogli italiani verso la Libia. Nel dicembre 1941 partecipò alla prima battaglia della Sirte e dal marzo 1942 rimase a Taranto partecipando alla difesa antiaerea della base. Dopo l'armistizio dell'8 settembre 1943 raggiunse Malta l'11 settembre con il resto della squadra navale, ritornando in Italia nel giugno del 1944.

## Nel dopoguerra
Al termine della guerra entrata a far parte della Marina Militare Italiana, insieme alla gemella Caio Duilio, fu una delle due navi da battaglia concesse all'Italia dalle condizioni del trattato di pace, svolgendo principalmente compiti di addestramento e di rappresentanza e venne sottoposta a lavori di ammodernamento fino al 1949. Dal 10 novembre 1949 al dicembre 1950 e dal marzo 1951 al maggio 1953 fu sede del Comando in Capo delle Forze Navali, alternandosi nel compito di ammiraglia della flotta proprio con la gemella Duilio. Utilizzata come nave da addestramento fino al 16 settembre 1956, il 1º novembre 1956 venne messa in disarmo e successivamente, tra il 1957 e il 1958 demolita.
Successivamente, dopo la sua demolizione, venne ricavato materiale dai cannoni dell'omonima nave per la realizzazione del fonte battesimale del Tempio della fraternità a Cella di Varzi, località presso Pavia.

## Nome
La nave porta il nome dell'ammiraglio e uomo di stato genovese Andrea Doria. Il motto della nave fu la frase latina Altius Tendam (tradotto in italiano: "Miro sempre più in alto").